# Infoclio.ch
infoclio.ch ist ein Fachportal für die Geschichtswissenschaften der Schweiz. Das Portal bietet Dienstleistungen für Historiker, sowie an der Geschichte interessierte Personen, organisiert Veranstaltungen, setzt sich für die Verbesserung der digitalen Infrastruktur ein und fördert die Digital Humanities in der Schweiz.

## Zielsetzung
Als Fachportal für die Geschichtswissenschaften der Schweiz setzt sich infoclio.ch für die Förderung, Sicherung und Weiterentwicklung der digitalen Infrastruktur für die Geschichtswissenschaft in der Schweiz ein, fördert die Nutzung der digitalen Ressourcen durch die Forschenden und verbessert die Sichtbarkeit der historischen Forschung im Web. infoclio.ch setzt sich zudem für eine gute Zusammenarbeit der verschiedenen Sprachregionen ein.

## Organisation
infoclio.ch ist eine Einrichtung der Schweizerischen Akademie der Geistes- und Sozialwissenschaften (SAGW). Das Portal infoclio.ch wird von einem Redaktionsteam mit Sitz in Bern betrieben. Der Redaktion steht eine Kommission, bestehend aus Vertretern der Schweizerischen Nationalbibliothek (NB), des Bundesarchivs (BAR), der Schweizerischen Gesellschaft für Geschichte (SGG) und anderer nationaler Institutionen aus dem Bereich Geschichte, beratend zur Seite. Zwischen 2008 und 2012 war infoclio.ch ein assoziiertes Projekt der Elektronischen Bibliothek Schweiz.

## Geschichte
infoclio.ch geht auf eine Initiative der Schweizerischen Gesellschaft für Geschichte (SGG) und der Schweizerischen Akademie der Geistes- und Sozialwissenschaften (SAGW) zurück. Die Redaktion hat ihre Arbeit im Sommer 2008 aufgenommen, die Website infoclio.ch wurde im Sommer 2009 aufgeschaltet.
Die erste infoclio.ch-Tagung fand am 11./12. September 2009 in Bern zum Thema «Digitale Medien und Infrastrukturen für die Geschichtswissenschaften» statt.

## Dienstleistungen und Produkte
Das Fachportal infoclio.ch publiziert täglich Neuigkeiten über die geschichtswissenschaftliche Forschung in der Schweiz, führt einen Kalender mit Veranstaltungen und erfasst Stellenangebote für „Historikerinnen und Historiker“. infoclio.ch betreibt mehrere Datenbanken, welche Historiker, sowie an der Geschichte interessierte Personen bei der Recherche unterstützen:
- Die Datenbank infoclio.ch[4] verzeichnet schweizerische Institutionen und Online-Ressourcen, die für die Geschichtswissenschaften von Bedeutung sind.
- Die Master/Liz/Diss-Datenbank[5] verzeichnet alle laufenden und abgeschlossenen Abschlussarbeiten im Fach Geschichte, welche an einer Schweizer Universität verfasst wurden.
- Die Rezensionen-Datenbank[6] beinhaltet Besprechungen von Büchern zur Schweizer Geschichte und Büchern, die in der Schweiz herausgegeben wurden. Es handelt sich einerseits um Rezensionen, welche von infoclio.ch in Zusammenarbeit mit H-Soz-u-Kult in Auftrag gegeben wurden, sowie um Rezensionen, welche in verschiedenen Fachzeitschriften erschienen sind.

infoclio.ch organisiert jährlich eine Veranstaltung zur Tagungsreihe «Digitale Medien und Geschichtswissenschaften» mit Beiträgen von Fachleuten aus der geschichtswissenschaftlichen Forschung und der Informationswissenschaft.
Daneben engagiert sich infoclio.ch auch regelmässig an Tagungen von Universitäten und Bildungs- und Kulturinstitutionen, erstellt multimediale Aufzeichnungen von wissenschaftlichen Veranstaltungen, führt Interviews mit internationalen Fachpersonen und publiziert Tagungsberichte.

## Weitere Projekte
- Das von infoclio.ch im Jahr 2012 entwickelte Online-Lehrmittel compas – Strukturiertes Forschen im Web[7] dient Historikern und Geschichtsstudierenden als Nachschlagewerk und Online-Lehrmittel im Bereich der Informationskompetenz.
- Anlässlich des 300-jährigen Jubiläums von Jean-Jacques Rousseau hat infoclio.ch mit Rousseauonline.ch[8] eine digitale Edition des Gesamtwerks von Jean-Jacques Rousseau unter der Creative Commons-Lizenz publiziert.